# Limmerbrunnen

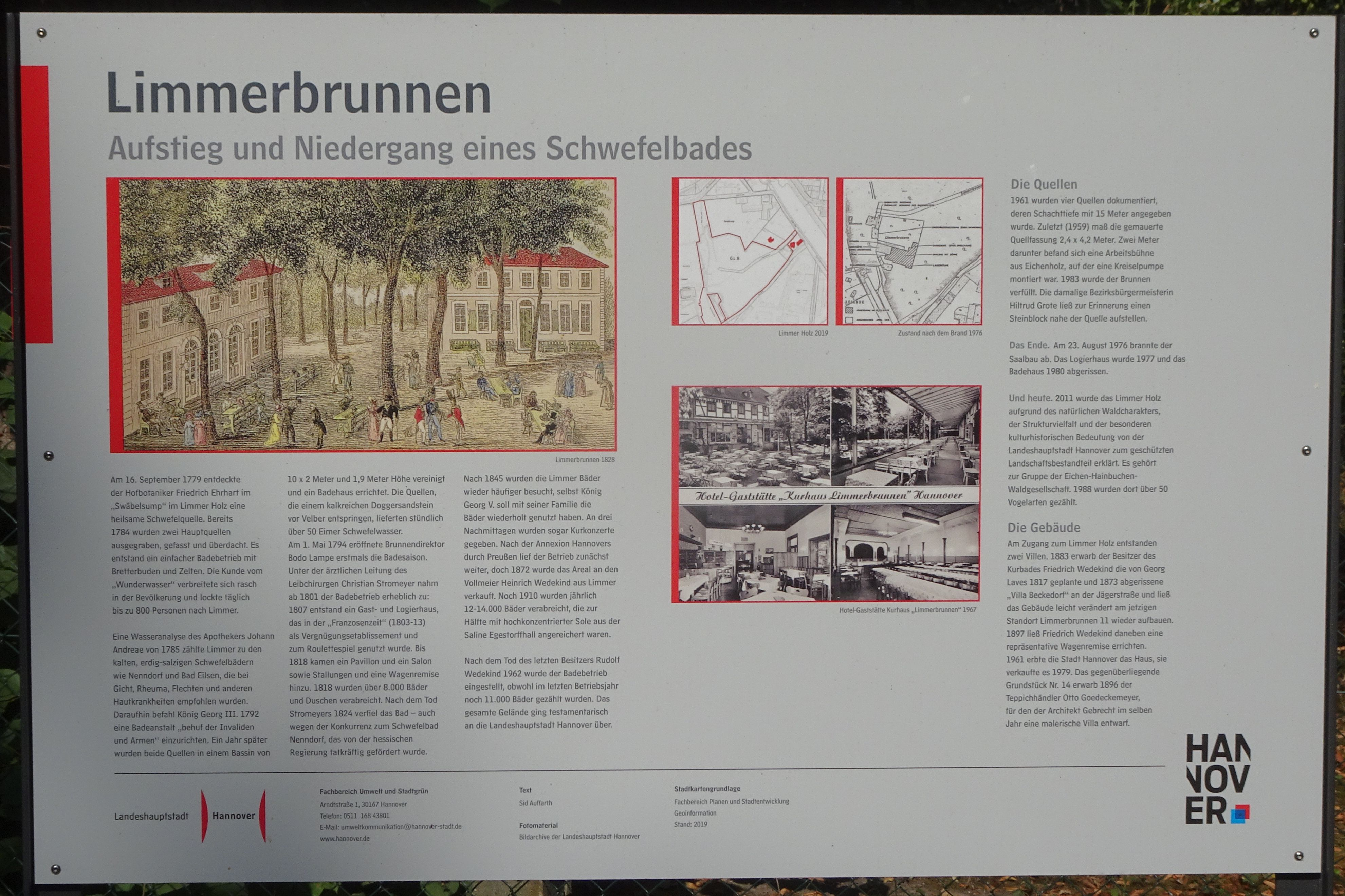
Schautafel am Limmerbrunnen

Der Limmerbrunnen in Hannover war eine Heilwasserquelle im Gehölz Limmer Holz im Stadtteil Limmer. Das Wasser der Quelle zählte, ähnlich wie die Wasser in Bad Nenndorf oder Bad Eilsen, zur Gruppe der „kalten erdig-salinischen Schwefelwasser“. Rund um die heutige Sackgasse Limmerbrunnen entstanden ab dem 18. Jahrhundert verschiedene Einrichtungen, insbesondere aber eine Badeanstalt des „kleinen Mannes“. Der angrenzende parkartig erschlossene einstige Nordostteil des ansonsten abgeholzten und überbauten Limmer Holzes ist heute ein unter dem Namen Limmer Brunnen geschützter Landschaftsbestandteil.

## Geschichte
Der Botaniker Friedrich Ehrhart hatte die Schwefelquelle 1779 entdeckt. 1793 wurden die verschiedenen Zuflüsse des Limmerbrunnens zunächst in einem gemauerten Bassin vereinigt, um dort im Folgejahr 1794 ein erstes Badehaus zu errichten. Der Betrieb für den „kleinen Mann“ wurde 1795 um eine Sommerwirtschaft ergänzt. In Verbindung mit dem Limmerbrunnen stand der Hofmedicus Gerhard Ludwig Hurlebusch, der ab 1791 auch die hannoversche „Entbindungsanstalt“ leitete.
Ab 1800/1801 wurde der Badebetrieb dem Ober-Hofbau und Gartendepartement und dem „Brunnenkommissar“ Christian Friedrich Stromeyer unterstellt, der sich nach seiner Ausbildung in England zunächst als Hofchirurg in Hannover niedergelassen hatte. Unter Stromeyer war für „vornehme Gäste“ 1807 zusätzlich ein Gast- und Logierhaus errichtet worden, das in der sogenannten Franzosenzeit als Vergnügungsetablissement und zum Roulettespiel genutzt wurde, „angeblich [aber auch] als Bordell“. Ein weiteres um 1807 errichtetes, einfacheres Gast- und Logierhaus war ganzjährig für weniger bemittelte Badegäste geöffnet und bot diesen zur Unterhaltung einen Tanzsaal sowie eine Kegelbahn.

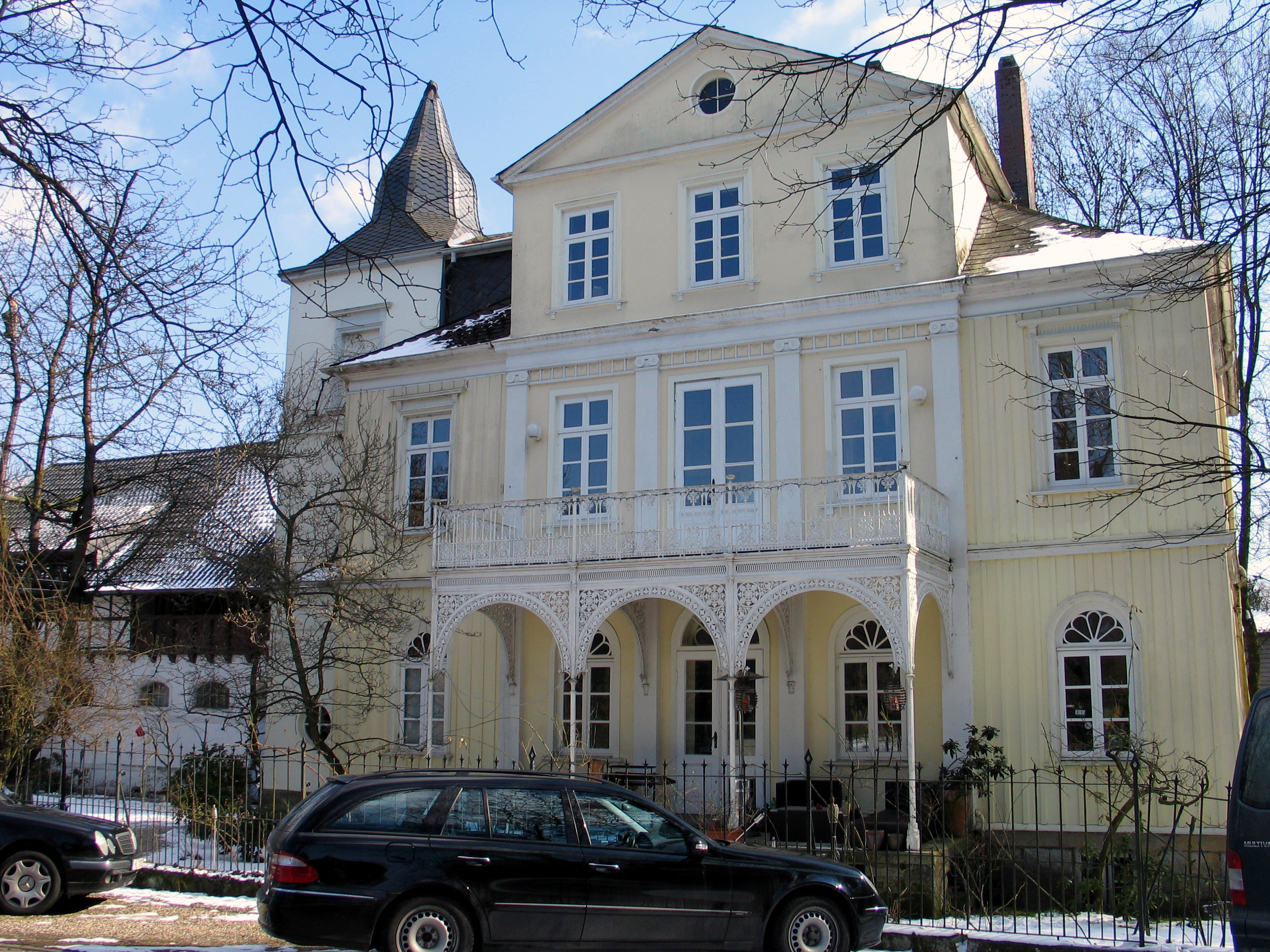
Villa Beckedorf am Limmerbrunnen 11

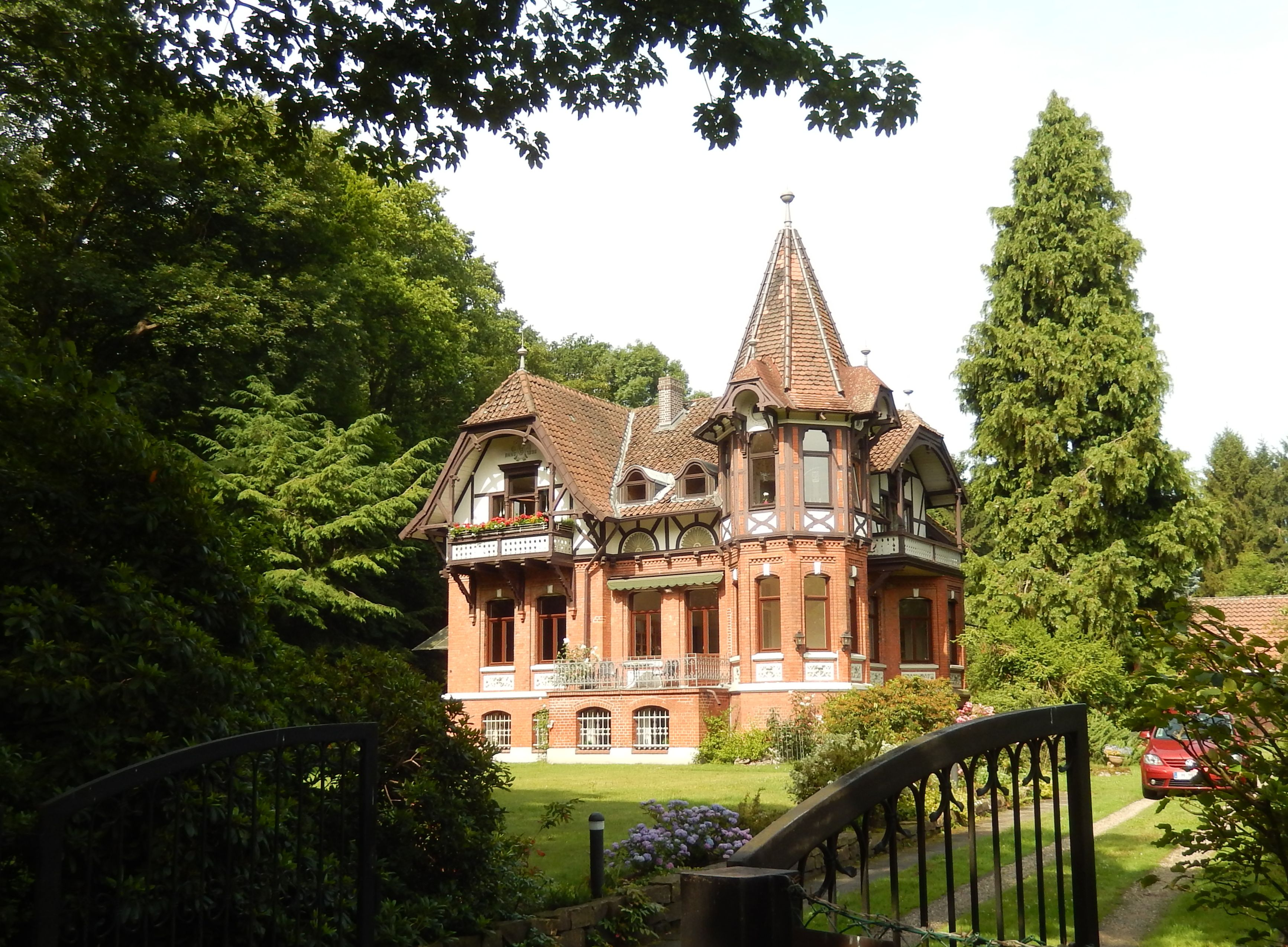
Villa Goedeckemeyer aus dem Jahr 1896 am Limmerbrunnen 14

Bis in das erste Jahrzehnt des Königreichs Hannover erlebte der Limmerbrunnen seine Blütezeit. Als nach Stromeyers Tod 1824 der Betrieb jedoch für lange Zeit lediglich Verluste einbrachte, beabsichtigte das Innenministerium mehrfach den Verkauf der Anlage. Dies wurde jedoch von den Souveränen des Königreiches, erst Ernst August, dann auch Georg V., „aus sozialen Gründen“ unterbunden.
Nach dem Deutschen Krieg, der Schlacht bei Langensalza und der 1866 dann erfolgten Annexion des Königreichs durch Preußen und schließlich der Ausrufung des Deutschen Reichs wurde das dann „preußische Staatsbad“ im Gründerjahr 1872 verkauft. Wiederholt wechselten nun die privaten Besitzer, wurde die Anlage baulich verändert und erweitert. So wurde beispielsweise die Villa Beckedorf, die der hannoversche Hofarchitekt Georg Ludwig Friedrich Laves ursprünglich 1823 als Gartenhaus für die Kammerfrau von Beckedorf an der Jägerstraße im Georgengarten errichtet hatte, 1883 etwas verändert an den Limmerbrunnen transloziert. Die Villa ist heute das älteste klassizistische Gebäude in Hannover.
Zu Beginn des 20. Jahrhunderts wurden am Limmerbrunnen jährlich bis zu rund 14.000 Bäder verabreicht. Diese wurden als sogenannte „Schwefelsolbäder“ zur Hälfte mit hochkonzentrierter Sole aus der Saline Egestorffhall angereichert. Die weitere Entwicklung der Kurbäder wurde durch den Bau des Zweigkanals Linden gehemmt. Doch noch während der Weimarer Republik, zur Zeit des Nationalsozialismus und in der jungen Bundesrepublik Deutschland konnten die Menschen die gesundheitsfördernden Heilbäder nehmen. 1961 wurde der Badebetrieb eingestellt.
Noch vor der Gründung der Bundesrepublik wurden im November 1947 im „Kurhaussaal Limmerbrunnen“ die Saalsport-Meisterschaften der Britischen Zone ausgetragen.
Im Jahr 2012 war kein Wasseraustritt mehr zu beobachten und der genaue Ort der Quelle konnte nur vermutet werden.

## Medienberichte (Auswahl)
- Andrea Tratner:  Geschichte / Der Limmerbrunnen. In: Neue Presse vom 17. September 2009 (Online)